# Lago Zenteno
El Lago Zenteno es un cuerpo de agua que se encuentra ubicado en la Región de Aysén del General Carlos Ibáñez del Campo, Chile. Se emplaza entre los 45º33’-45°37’Latitud Sur y 72°33’-72º32’ Longitud Oeste, con una altitud de 95 m s. n. m., en la provincia de Aysén.
Desde el punto de vista geológico, se ubica en el margen sureste de la zona de falla Liquiñe-Ofqui, a la cual se asocian una serie de lineamientos con direcciones predominantes en la zona, incidiendo en la organización del relieve y en la orientación de los ejes de erosión glacial y fluvial. El lago Zenteno representa una superficie 5,4 km², representando una cubeta de sobreexcavamiento glacial.

## Acceso
Consta con acceso vía terrestre por el lago Portales, por medio de la ruta X-608. Además tiene un segundo acceso por el sector de río Quetro, a través de la ruta  X-610.

## Historia
El Lago Zenteno, como el sistema que lo conforma en conjunto con el Lago Portales, proporciona grandes vestigios de asentamientos como aleros y cuevas, aumentando así las condiciones propicias para un poblamiento humano de sociedades de cazadores recolectores.

## Geomorfología
A nivel regional, el Lago Zenteno se aloja en el margen NE de la Región Patagónica y Polar del Inlandsis Antártico. Localmente, este Lago se ubica en la subregión morfológica de las Cordilleras Patagónicas Orientales con Ríos y Lagos de Control Tectónico y Hundimiento (Börgel, 1983), sobre la Cordillera de los Andes bajo el efecto estructurador de la tectónica y modelador de la intensa actividad glacial cuaternaria. Se reconoce parcialmente la unidad morfoestructural de la Cordillera Principal, correspondiendo a las cumbres más altas del área (> 2.000 m s.n.m.). Las rocas aflorantes corresponden a plutones graníticos y depósitos poco consolidados recientes, correspondientes a depósitos fluvioglaciales y glaciolacustres.

## Clima
El clima predominante en esta zona es el marítimo templado-frío y lluvioso. Se caracteriza porque la temperatura promedio del mes más cálido es inferior a 14 °C, los mínimos medios invernales no  alcanzan a 0 °C, hay más de cuatro meses con temperaturas sobre los 10 °C y las precipitaciones anuales son cercanas a los 2.973 mm, producto de los vientos generados por altas presiones, que  provienen principalmente desde el  Oeste (Westerlies), cargados de humedad en su largo trayecto oceánico descargan gran parte de ésta en las laderas de barlovento.

## Flora y fauna
El predominio en esta zona es la región vegetal del Bosque magallánico siempre verde, Se trata de una selva siempre verde, que se instala donde las precipitaciones son superiores a 2.000 mm. Las especies dominantes son: Nothofagus betuloides (coigue de Magallanes),  Drimys winteri (canelo), Maytenus magellanica (leña dura), Pilgerodendron uvifera (ciprés de las Guaitecas) y Austrocedrus chilensis (ciprés de la Cordillera), Luma apiculata (arrayán). En este bosque también se desarrolla gran cantidad de musgos, líquenes y helechos además de arbustos tales como Berberis  ilicifolia (chelia),  Berberis  microphylla (calafate), Fuchsia magellanica (chilco) y Ribes  magellanicum (zarzaparrilla).
La fauna presente en este sector de la cuenca, que corresponde al flanco oriental de la Cordillera Principal, se compone del puma del Sur (Puma concolor puma) y en las partes inaccesibles quedan todavía algunos ejemplares de huemul (Hippocamelus bisulcus).